# 擬鬥牛犬蟻屬
擬鬥牛犬蟻屬（学名：Nothomyrmecia）又称响蚁属，是一個罕見的蟻科屬別，僅有大眼擬鬥牛犬蟻（Nothomyrmecia macrops）一個物種。他們生活在澳洲南方的原始尤加利樹林中。擬鬥牛犬蟻完整的分布範圍從未被評估過，因此無從得知是否為廣泛分布。如果擬鬥牛犬蟻真的偏好生活於原始尤加利樹林中，它的潛在分布範圍可能更加廣泛。棲地破壞及氣候變遷可能會威脅他們的存亡。擬鬥牛犬蟻在低溫時比較活躍，他們在低溫時遇到的競爭者及獵食者較少，例如巨山蟻屬及虹琉璃蟻屬（Iridomyrmex），低溫時獵食的成功率也會提高。因此，溫度提高會干擾他們覓食，也導致適合居住的地方減少，因此 IUCN 將它們列為極危物種。
擬鬥牛犬蟻體型中等，介於9.7~11.0mm之間。工蟻單形態，彼此之間形態上差異不大。成熟群落個體數不多，大約50至100個體。工蟻為夜行性的獨行覓食者，收集節肢動物及甜的物質，例如介殼蟲或其他半翅目昆蟲所分泌的蜜露。擬鬥牛犬蟻依靠視覺來分辨方位，沒有證據指出他們覓食時會利用化學物質溝通，但他們的確會利用化學物質傳達警戒訊號。蟻后會和一隻或更多的雄蟻交配，在群落建立初期，蟻后會自己獵食直到群落發展成熟。蟻后一年只會生產一個世代（univoltine）。兩個蟻后可以一起建立群落，但是首批世代的工蟻羽化後其中之一就會被移除。
擬鬥牛犬蟻在1934年時由澳洲昆蟲學家John S. Clark根據兩個工蟻的標本發表。此二標本是在1931年於Russell Range附近，也就是位於西澳的Israelite海灣的內陸採集的。在首次發現後的40年，擬鬥牛犬蟻再也沒被發現過，直到1977年在離首次發現的地點1300公里遠的地方再次被發現。擬鬥牛犬蟻在螞蟻學中被視為聖杯一樣的存在，1977年再次被發現後，在科學界激起了一陣旋風，吸引來自世界各地的科學家。在普徹拉（再次發現的地點），擬鬥牛犬蟻的照片被貼在街道上，普徹拉大概是世界上唯一因螞蟻而成名的觀光勝地。根據形態上的相似，昆蟲學家指出擬鬥牛犬蟻，及出自於波羅的海始新世化石的螞蟻屬，Prionomyrmex，親緣關係較為接近，但此推論在昆蟲學界中沒有廣泛的被接受。有鑑於其身體的結構，擬鬥牛犬蟻被公認為現存最原始的螞蟻，是為活化石。

## 分類學

### 發現

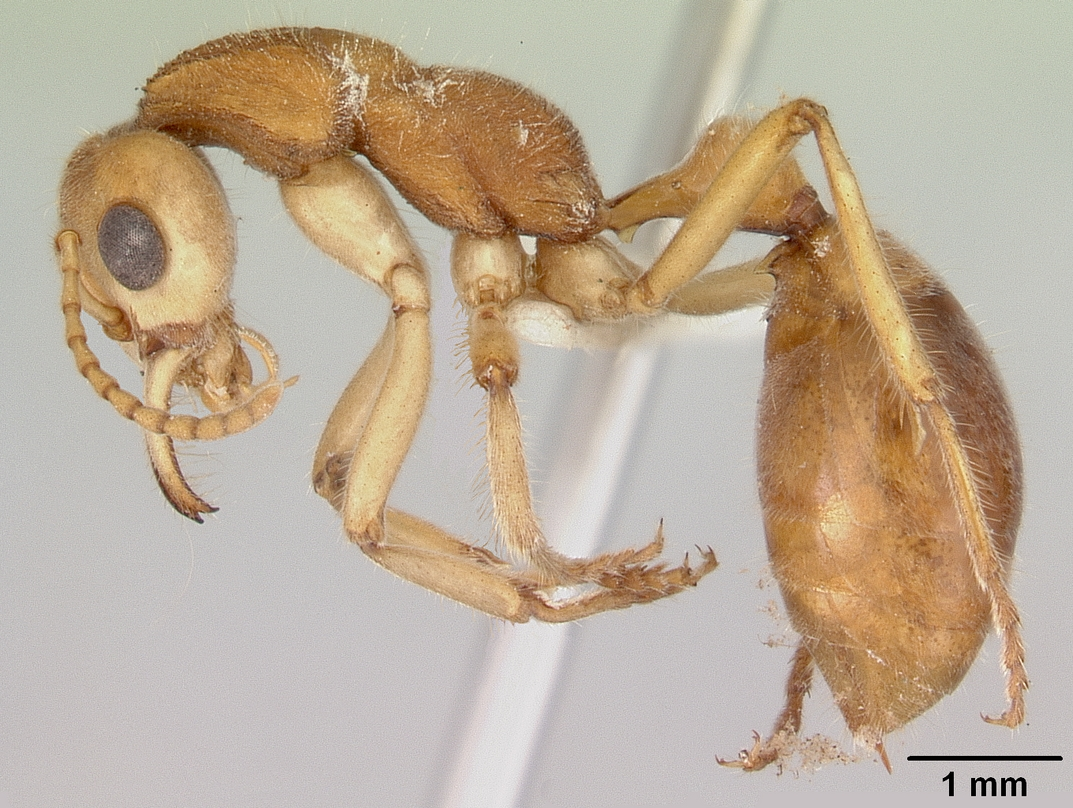
由Taylor所採集的大眼响蚁工蟻標本

擬鬥牛犬蟻的首次記錄是在1931年由業餘昆蟲學家Amy Crocker所採集，他的同事在一次旅行中替他採集了一些昆蟲樣本，包含兩隻鬥牛犬蟻工蟻的標本，據悉是在西澳的Israelite海灣的內陸Russell Range附近所採集到的。接著Crocker將螞蟻樣本交由澳洲昆蟲學家John S. Clark，在認知到這屬於一新物種後，此二標本成為了共模標本。在這之後，昆蟲學家 Robert W. Taylor 質疑原始發現地點的正確性，他認為這些標本應該是在大澳洲灣的西方邊界，巴拉多尼亞南方所採集。擬鬥牛犬蟻的發現及其特殊的身體結構在1951年引領科學家們在西澳展開了一系列的搜索。在往後的30年，澳洲及美國的團隊都沒有成功發現他們；E. O. Wilson 與 William Brown, Jr. 等昆蟲學家都嘗試搜尋未果。接著，在1977年10月22日，來自坎培拉的 Taylor 和他的昆蟲學家團隊在普徹拉，塞杜納的東南方，發現了一隻單獨的工蟻，發現地距1931年的首次發現地1300公里遠。在2012年，一則討論擬鬥牛犬蟻是否存在於西澳的報告，並沒有在巴拉多尼亞及西澳沿海地區發現他們。在經歷了46年的搜索後，昆蟲學家們稱擬鬥牛犬蟻為螞蟻學中的聖杯。

### 命名

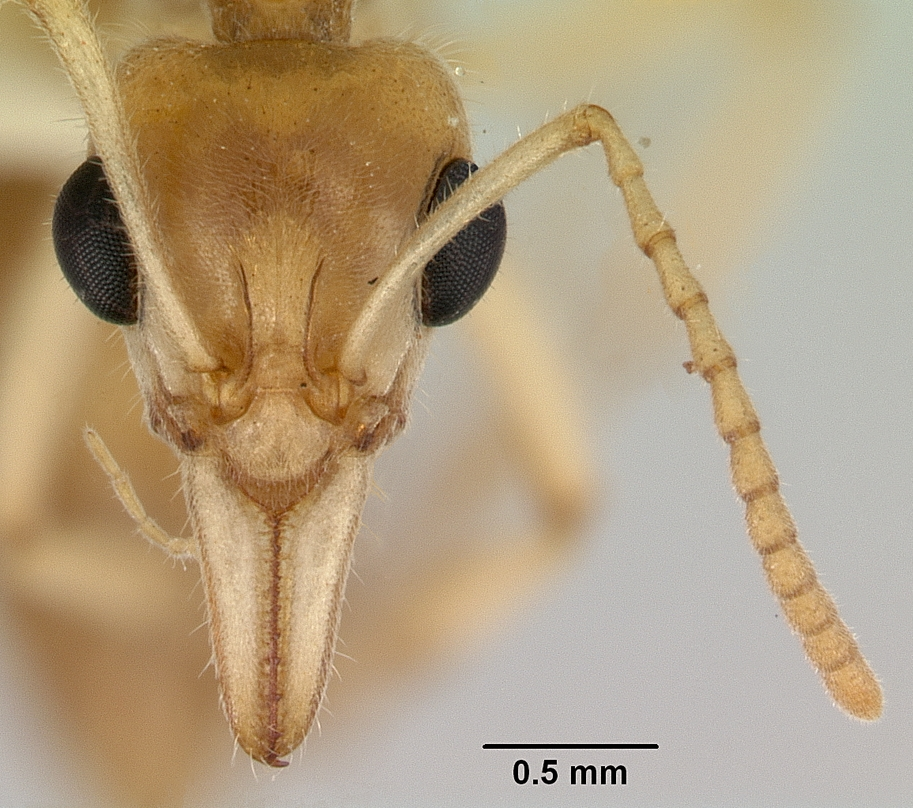
工蟻頭部特寫

1934年昆蟲學家John S. Clark首次正式描述大眼擬鬥牛犬蟻時，將其列在針蟻亞科之下的新族（擬鬥牛犬蟻族，Nothomyrmecii）新屬新種。他做出此決定是因為兩隻標本（此二標本後來成為了共模標本，syntypes）沒有地方相似於任何他所認知的螞蟻物種，但是大眼擬鬥牛犬蟻卻和已滅絕的Prionomyrmex屬形態上有一些相似的地方。Clark提到擬鬥牛犬蟻屬及Prionomyrmex屬的頭部及大顎有相似之處，但兩者可從腰節（位於中軀及腹錘節之間的分節）的形態分辨。根據和其他針蟻亞科物種形態上的差異，Clark在1951年提議了一個新亞科擬鬥牛犬蟻亞科（Nothomyrmeciinae），用以安置他的擬鬥牛犬蟻屬。這項提議被美國昆蟲學家William Brown Jr. 反對，他將其放置於鬥牛犬蟻亞科之下，與鬥牛犬蟻屬及Prionomyrmex屬共列，並將其置於擬鬥牛犬蟻族之下。再次發現後的不久，擬鬥牛犬蟻和現生螞蟻遙遠的親緣關係便被證實，他在蟻科中的位置被大部分的科學家認同，直到1980年代後期。根據單節的腰節，科學家們認為擬鬥牛犬蟻屬應該與鬥牛犬蟻屬分離，並重新使用了 Clark原本的提議，也就是將擬鬥牛犬蟻放置在屬於他自己的亞科之下，擬鬥牛犬蟻亞科，儘管擬鬥牛犬蟻屬及鬥牛犬蟻屬在形態上有多處相似，這個決定一直維持直到2000年。

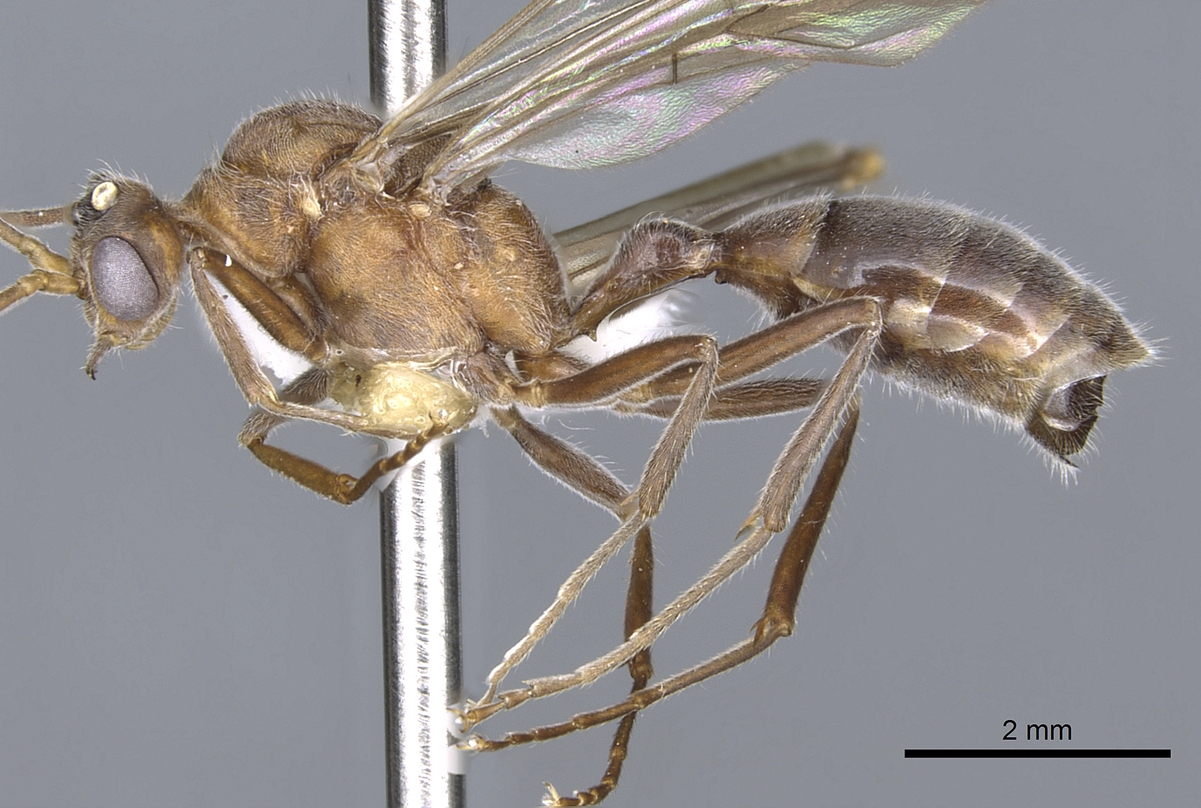
大眼响蚁的雄蟻

在2000年，昆蟲學家Cesare Baroni Urbani描述了一種來自波羅的海的化石，隸屬於Prionomyrmex屬的新種 （P. janzeni）。在分析擬鬥牛犬蟻的標本之後，Baroni Urbani提到他所描述的新種及大眼擬鬥牛犬蟻形態多處相似，因此二者應放置於同一屬內。他提議在名字更動上，Prionomyrmex屬應該取代擬鬥牛犬蟻屬（Nothomyrmecia），同理，Prionomyrmeciinae亞科應該取代擬鬥牛犬蟻亞科（Nothomyrmeciinae）。

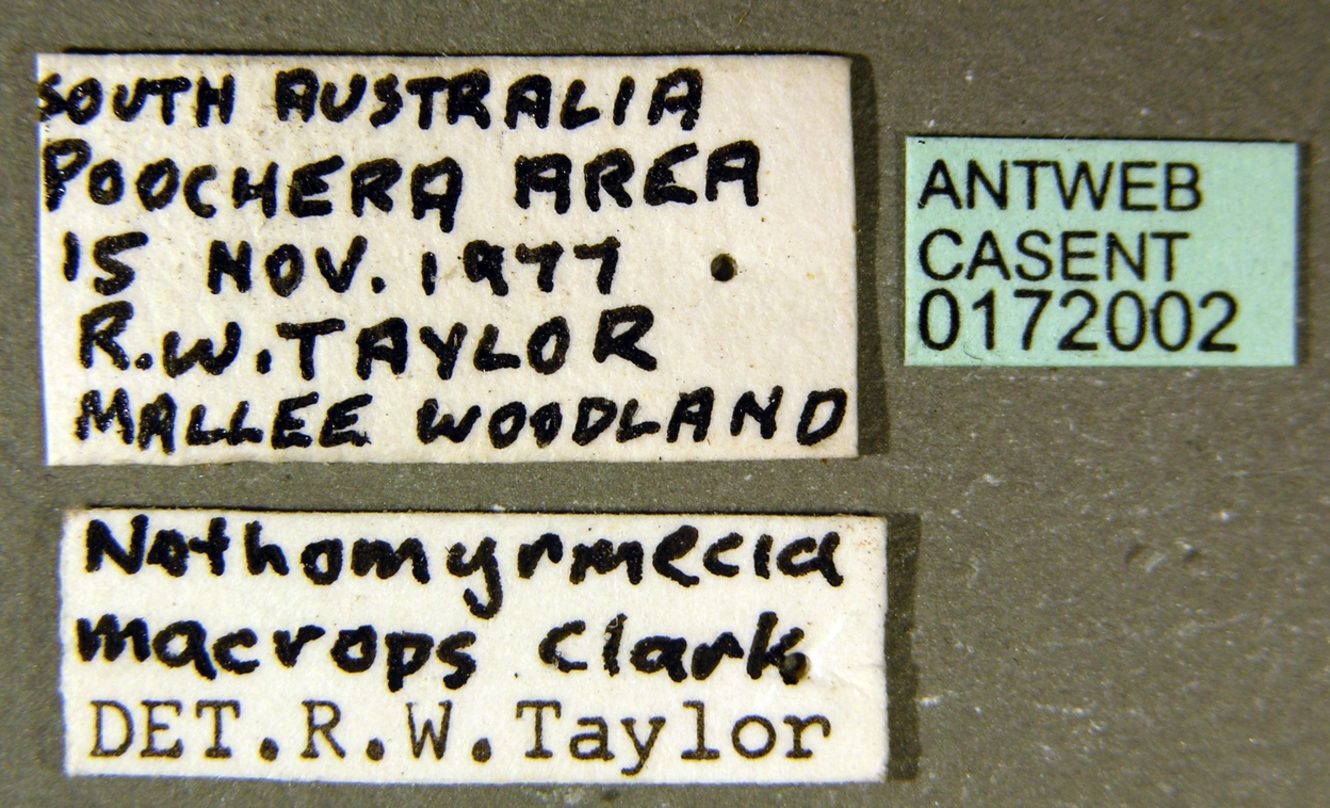
Taylor所採集的Nothomyrmecia標本的標籤之一

在2003年，俄國古昆蟲學家 G. M. Dlussky 與 E. B. Perfilieva，根據腹節的癒合情況，將擬鬥牛犬蟻屬及 Prionomyrmex 屬分離。同一年，美國昆蟲學家 P. S. Ward 與 S. G. Brady，也和 Dlussky 與 Perfilieva 得到相同的結論，並且強烈支持 Prionomyrmex 為一單系群。 Ward 與 Brady 同時也將此兩屬置於鬥牛犬蟻亞科Prionomyrmecini族之下。在2005及2008年，Baroni Urbani 提出了進一步的證據支持他的說法，反對 Ward 與 Brady 的說法。但此一觀點並不被後續的論文所支持，因此學界繼續沿用 Ward 與 Brady 的分類而非 Baroni Urbani 的。
大眼擬鬥牛犬蟻，Nothomyrmecia macrops， 的英文俗名有 dinosaur ant 及 dawn ant，或是活化石蟻，因其原始的身體結構得名。屬名 Nothomyrmecia 意思是假鬥牛犬蟻 （false bulldog ant） 。 其種小名 macrops，是由希臘文 makros 而來，意思是"長"或"大"，而 ops，意思是"眼睛"。

### 基因體學及系統發生學

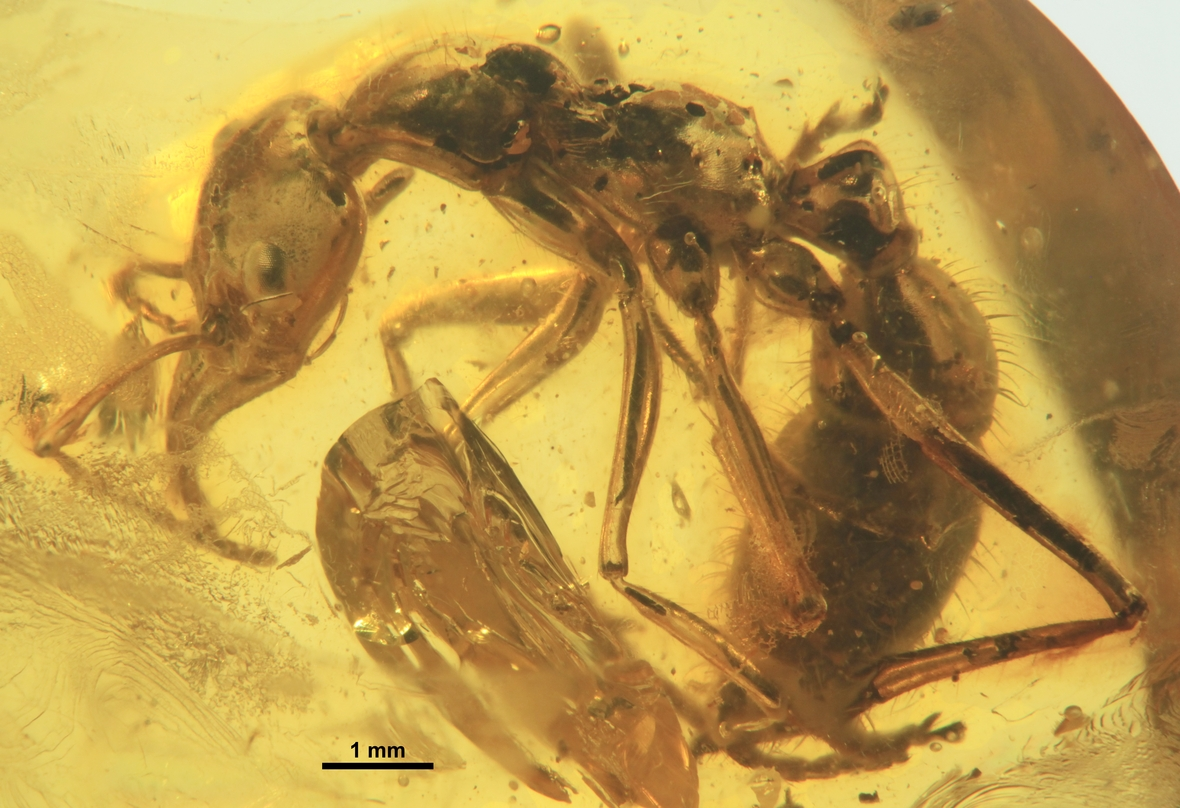
Nothomyrmecia 及已滅絕的 Prionomyrmex 親緣關係接近

研究指出膜翅目昆蟲中，只有螞蟻擁有雙套且高於52對（2n = 52）的染色體數目；擬鬥牛犬蟻屬及其他的針蟻亞科物種，如Platythyrea tricuspidata，的染色體數量比任何膜翅目昆蟲來的多，最多可達 92 - 94 對雙套染色體。基因體學證據顯示，擬鬥牛犬蟻屬及鬥牛犬蟻屬最近的共同祖先估計出現在7400萬年前，也就是說他們的起源可能來自於白堊紀。以下是對於擬鬥牛犬蟻屬系統發生學的兩個假說：山蟻亞科（Formicinae）比起鬥牛犬蟻屬，更接近於擬鬥牛犬蟻屬，由類似擬鬥牛犬蟻的祖先演化而來。另一假說為：擬鬥牛犬蟻屬和Aneuretinae亞科擁有共同的祖先，且山蟻亞科是由Aneuretinae亞科演化而來。直到最近，科學家認同擬鬥牛犬蟻比較可能是從針蟻亞科的祖先演化而來。擬鬥牛犬蟻和其他較為原始的屬，如鈍針蟻屬（Amblyopone）及鬥牛犬蟻屬，擁有與一群住在土壤中的胡蜂科相似的行為。以下的分支圖是由加拿大昆蟲學家 S. B. Archibald 與他的同事們所提供，呈現了擬鬥牛犬蟻屬在鬥牛犬蟻亞科中可能的位置，並提到擬鬥牛犬蟻在已滅絕的鬥牛犬蟻亞科物種中比較接近 Avitomyrmex 屬、Macabeemyrma 屬、Prionomyrmex 屬、Ypresiomyrma 屬。
|  | Prionomyrmex janzeni   |
|  |                        |
|  | Prionomyrmex longiceps |
|  |                        |

|  | Macabeemyrma         |
|  |                      |
|  | Avitomyrmex          |
|  |                      |
|  | Ypresiomyrma         |
|  |                      |
|  | 响蚁属 Nothomyrmecia |
|  |                      |

|  | Prionomyrmex janzeni   |
|  |                        |
|  | Prionomyrmex longiceps |
|  |                        |

|  | Macabeemyrma         |
|  |                      |
|  | Avitomyrmex          |
|  |                      |
|  | Ypresiomyrma         |
|  |                      |
|  | 响蚁属 Nothomyrmecia |
|  |                      |

|  | Prionomyrmex janzeni   |
|  |                        |
|  | Prionomyrmex longiceps |
|  |                        |

|  | Macabeemyrma         |
|  |                      |
|  | Avitomyrmex          |
|  |                      |
|  | Ypresiomyrma         |
|  |                      |
|  | 响蚁属 Nothomyrmecia |
|  |                      |

|  | Prionomyrmex janzeni   |
|  |                        |
|  | Prionomyrmex longiceps |
|  |                        |

|  | Macabeemyrma         |
|  |                      |
|  | Avitomyrmex          |
|  |                      |
|  | Ypresiomyrma         |
|  |                      |
|  | 响蚁属 Nothomyrmecia |
|  |                      |

## 分布地區及棲地

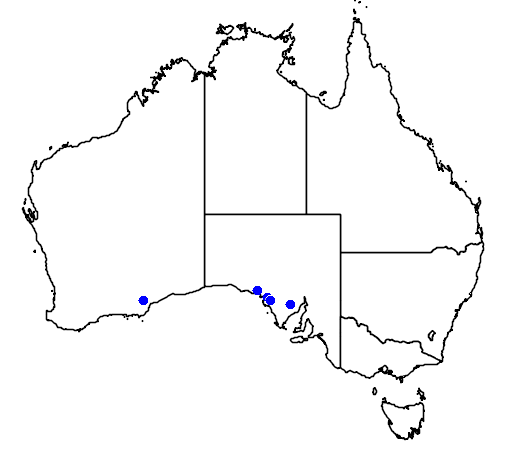
根據Atlas of Living Australia的响蚁出現紀錄

擬鬥牛犬蟻分布在南澳寒冷的區域，在尤加利樹林之中，尤其是古老且物種多樣的尤加利（Eucalyptus）樹林，如 Eucalyptus brachycalyx、E. gracilis 、E. oleosa。擬鬥牛犬蟻也出現在西澳，也就是首次採集地。擬鬥牛犬蟻的完整分布還未被探討過，因此無法得知它到底多麼廣布。如果擬鬥牛犬蟻真的喜好古老的尤加利樹林，它的潛在分布範圍可能更為廣泛。在1998年，一群昆蟲學家沿著艾爾半島，總長共400公里的18個地區發現了擬鬥牛犬蟻的群落。
巢穴在已降解的的萊姆岩土中被發現，同區生有澳洲柏（Callitris）。擬鬥牛犬蟻只在土壤濕潤時建築巢穴。入口不易發現，寬度只有4-6mm，位於落葉堆之下，且不存在任何丘狀或堆疊的土壤，但守衛倒是滿常見。擬鬥牛犬蟻的巢穴只有一個廊道，直徑4-5mm。此廊道向下急墜，通到一個橢圓且水平的巢室，直徑30-50mm，高度5-10mm。此巢室通常位於土表之下18-43cm處。

## 行為及生態學

### 覓食行為、食性及獵食者

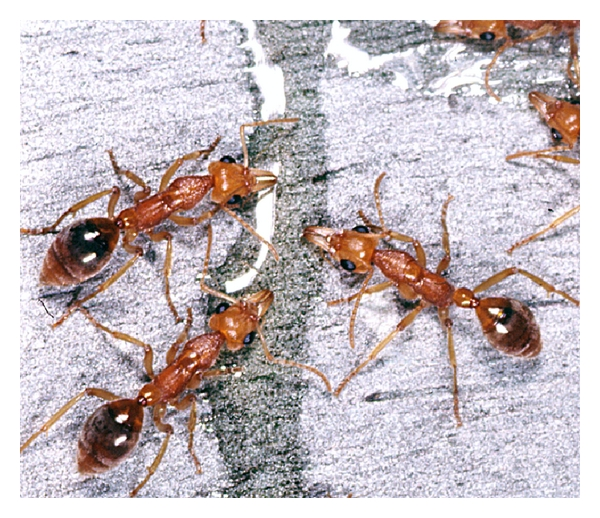
工蟻吸食蜜露

工蟻取食花粉（nectarivores），會在尤加利樹上覓食並為幼蟲尋找獵物。然而，工蟻也會取食獵物的血淋巴液，甚至在人工飼養的群落中，蟻后曾被觀察到取食蒼蠅。捕捉到的獵物會餵給他們肉食性的幼蟲。工蟻會在落葉堆裡面尋找小型節肢動物，例如果蠅屬（Drosophila）、小蛾（Microlepidoptera）或蜘蛛。獵物通常小於4mm，工蟻會用大顎及前足壓制獵物，並以螫針殺死。工蟻也會取食甜的物質，例如介殼蟲或其他半翅目分泌的蜜露，單次的取食時間可達30分鐘。如果食物短缺，蛹會被當成獵物餵給幼蟲。工蟻能夠產下未受精卵來餵食幼蟲，也就是營養卵（trophic eggs）。有時候成蟲也會取食營養卵。工蟻會給予巢中的同伴食物，包括有翅型及幼蟲；工蟻會取食幼蟲由肛門排出的液體。
擬鬥牛犬蟻屬中不存在年齡多型性（Age caste polyethism），也就是年輕工蟻在巢中照顧幼蟲，年長工蟻出外覓食。除了擬鬥牛犬蟻之外，唯一已知不存在年齡多型性的螞蟻是Stigmatomma pallipes。工蟻為非兼性夜行性，只在寒冷的夜晚離開巢穴。他們在5-10 °C （41–50 °F） 時最活躍，在溫暖的夜晚中，幾乎不會看見他們。之所以擬鬥牛犬蟻只在寒冷的夜晚行動，可能是因為在這個時刻，他們會遇到比較少且比較沒那麼強勢的競爭者，例如其他日夜皆會活動的優勢種螞蟻。較低的氣溫也可以阻礙獵物逃脫，也就是提高工蟻獵食的成功率。工蟻留在樹上直到黎明，除非捕捉到獵物，他們可能藉由日光來導向以返回巢穴。沒有證據顯示工蟻覓食時會用化學物質留下一條路徑，他們是利用視覺來搜索周圍環境。然而，在辨認巢穴入口的時候，化學物質可能扮演重要的角色。擬鬥牛犬蟻獨自覓食。沒用的物質，例如死去的巢友、繭殼、剩餘的食物，會被丟到遠離巢的地方。
來自不同群落的擬鬥牛犬蟻之間沒有攻擊性，所以可以在同一棵樹上一起覓食，但是如果外來的群落工蟻試圖進入巢穴，他們會被攻擊。巨山蟻屬或虹琉璃蟻屬（Iridomyrmex）可能會對擬鬥牛犬蟻造成威脅；在外覓食的擬鬥牛犬蟻工蟻如果遭遇虹琉璃蟻，就會被劇烈的攻擊並殺死。擬鬥牛犬蟻面對這種情況時，會從大顎腺及杜佛氏腺分泌警戒費洛蒙。工蟻也會張開大顎呈現威嚇姿態或故意從樹上掉落並靜止不動，直到威脅消失。綜上所述，擬鬥牛犬蟻是一種膽小的螞蟻。

### 生命週期及繁殖

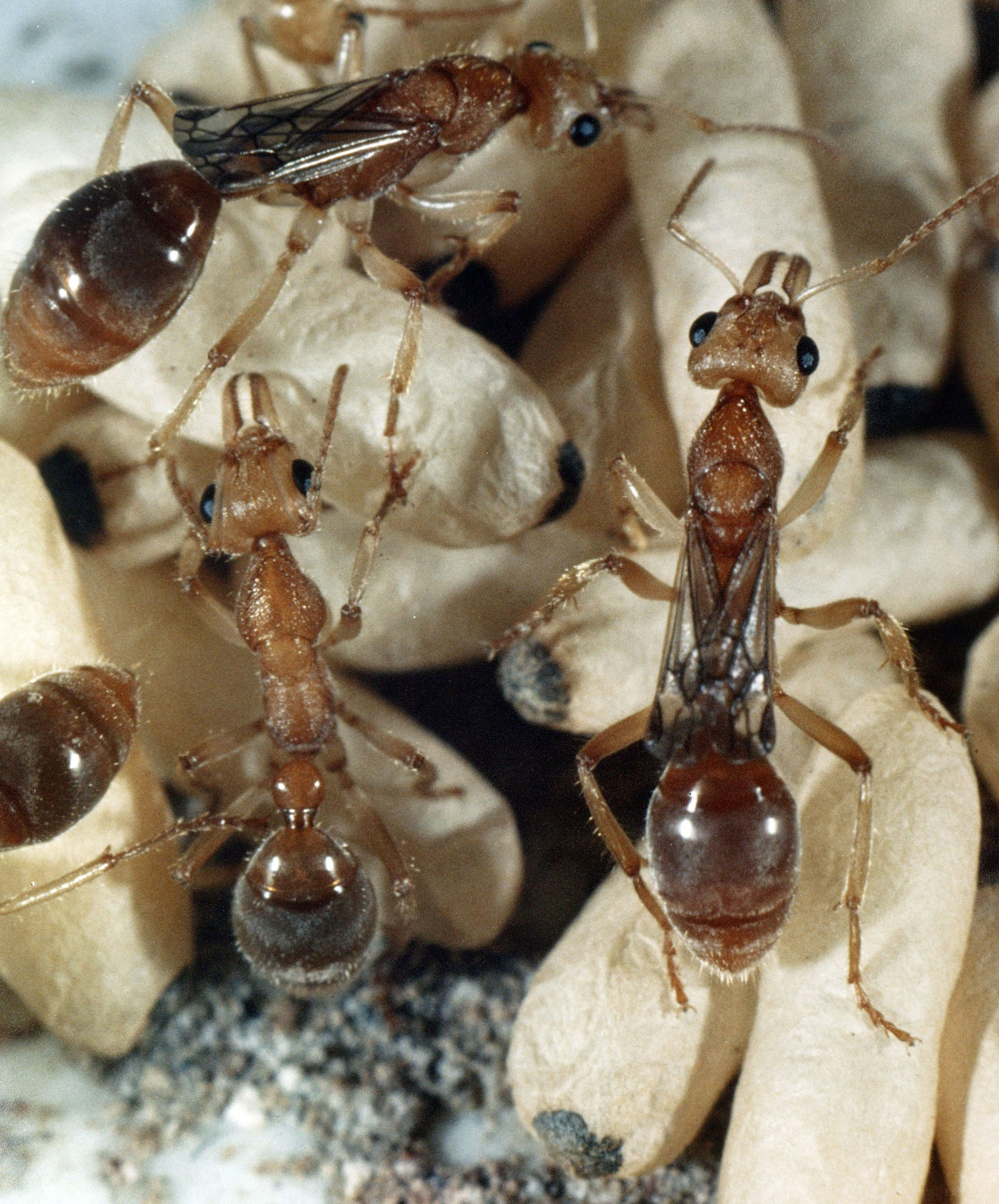
兩隻蟻后與他們退化的翅膀。以及工蟻及繭。

婚飛行為（處女蟻后及雄蟻離開巢穴並交配），並不存在於擬鬥牛犬蟻中。但他們會長距的播遷（走離巢穴一定距離並交配），時間推測在夏末或秋天，但有時候群落會在冬天進行，有翅型在三、四月出現。有翅型在一月左右出生，在他們開始交配時還很年輕。蟻后會在植物附近試圖拍打他們的退化的翅膀，此行為也在某些短翅的鬥牛犬蟻蟻后中被觀察到。有鑑於蟻后的短翅，他們可能藉由釋放性費洛蒙或爬到植物上面來吸引擁有完整翅膀的雄蟻。
擬鬥牛犬蟻的蟻后會和一個以上的雄蟻交配（polyandrous）。在一篇群落數目為32的研究中，一隻蟻后平均和1.37隻雄蟻交配。交配之後，新建群落中可存在一隻以上的蟻后，當群落成熟後，多餘的蟻后會被殺死直到僅剩一隻，也就是單后型群落（ monogynous）。蟻后間會爭奪主導權，而輸的蟻后會被工蟻丟到巢穴外。一個沒有蟻后的群落會接受落單的蟻后及工蟻。在新建群落中，蟻后會和工蟻一起出外覓食，如此就可確保幼蟲得到足夠的食物。有時候蟻后會在晚上獨自離開巢穴，為她自己尋找食物及水。
在4月至9月，群落中不會有卵。擬鬥牛犬蟻在12月底產卵，直到隔年3月才會蛹化，在後年2月中羽化成成蟲。擬鬥牛犬蟻一季只會產下一個世代，有時候甚至要花12個月卵才會羽化成成蟲。成蟲可被分為juveniles 及 post-juveniles二種：juveniles是還沒度冬過的工蟻，而 post-juveniles 是度冬過的工蟻。蛹通常度冬後才開始羽化，也就是新世代的卵被產下的時候。工蟻能產下會孵化的卵，但是目前不知道卵會發育成雄蟲、雌蟲，或是兩者皆可能，而不能確定的理由是，有些群落表現出極高的基因多樣性，工蟻可以和雄蟻交配，成為補充繁殖型。
卵散佈在巢穴中，而卵及蛹被分堆擺放。幼蟲能夠在巢穴中爬行。當幼蟲準備要作繭時，他們會腫大，接下來工蟻會將他們埋在土中，幼蟲就能開始作繭。體型小且較不具攻擊性的工蟻會幫助剛羽化的工蟻離開他們的繭。一個成熟的群落可包含50至100隻成蟲。在某些巢中，新的群落可能在舊群落中建立：當蟻后死去，群落可能會被她的其中一個女兒接手，或是被新的已交配蟻后接手，她們會限制工蟻產卵，這兩種方式能夠無限期的延續群落的生命週期。

## 與人類的關係

### 保育

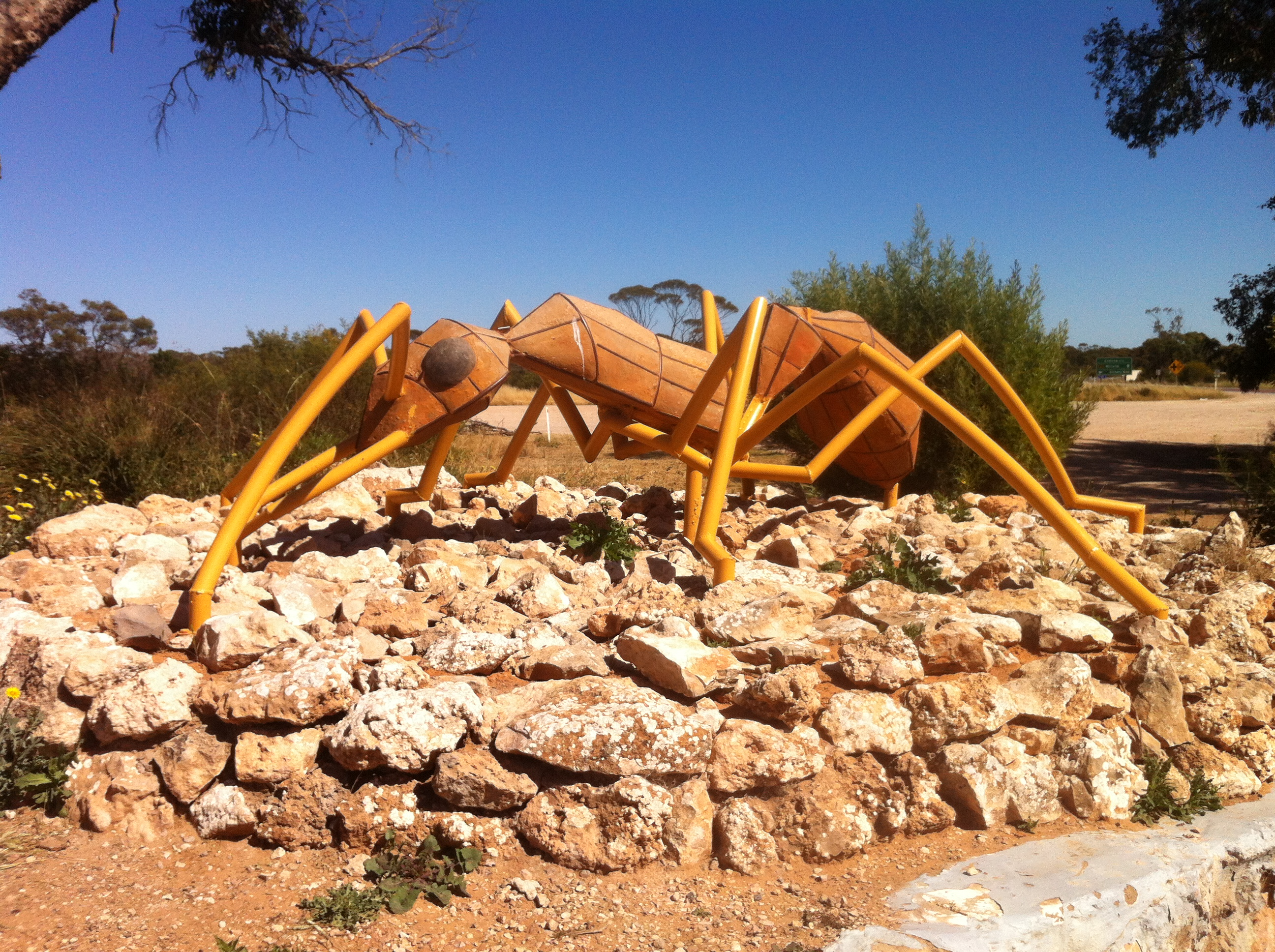
普徹拉的擬鬥牛犬蟻雕像

直到1977年的再發現，昆蟲學家們擔心擬鬥牛犬蟻可能已經滅絕。此物種在西澳的 Wildlife Conservation Act 1950 中被列為須保護的物種。在1996年，國際自然保護聯盟IUCN，將擬鬥牛犬蟻列為瀕危物種，並提到已知的群落數量極少。然而，在 Threatened Species Scientific Committee 的  Environment Protection and Biodiversity Conservation Act 1999 中，擬鬥牛犬蟻並不符合被列入的資格，這是因為沒有足夠的證據顯示他們的數量正在減少。擬鬥牛犬蟻的群落本來就較小，且由於他們偏好古老的尤加利樹林，分布範圍可能橫跨南澳。根據目前已知的18個地點，以及發現更多地點的可能性，擬鬥牛犬蟻滅絕的可能不是那麼的高，但目前並不知道他們到底有多麼廣布，科學家們也還沒搞清楚有哪些因子可能威脅他們的存亡。雖然可能的威脅還不明確，但是有可能的人為因素有棲地破壞，和鐵路、公路、小麥田所造成的棲地破碎化。
在西普徹拉的塞杜納鎮，在裝設地下電話線的過程中，該區域被剷平並燒毀，當地的螞蟻幾乎被完全殲滅，但在未被摧毀的地區中還是能發現數量不少的螞蟻。擬鬥牛犬蟻無法活過清除樹木的過程，因為他們需要樹冠層來引導他們方向。森林大火是另一個威脅他們存亡的大因素，可以摧毀他們的食物來源，包括他們用以覓食的樹木，也會削減族群的人口數。雖然群落能在森林大火後恢復，但更大更頻繁的森林大火會對群落造成極大的壓力。然而，如果森林大火發生時，工蟻待在巢穴之中，他們就能夠幸免於難。由於他們依賴低溫以覓食，氣候變遷可能威脅他們的存亡。氣溫上升會阻礙工蟻覓食，也會減少適合此物種居住的環境。從南冰洋吹來了冷風給予擬鬥牛犬蟻他們所需的低溫，因此海溫上升可能會對其造成威脅。
保育學家提到，保護棲地及防止氣候變遷能確保擬鬥牛犬蟻的存亡。保育學家同時提倡保護剩下的尤加利樹林，並增強樹林及林下的結構。由於大多數已知的擬鬥牛犬蟻都在保留區之外，道路旁邊被發現，因此必須有特別的保育計畫，包括讓當地人注意擬鬥牛犬蟻的存在、保育地位及棲地需求，這將導致未來在土地使用上，必須做出更適當的決定。並非所有的群落都在非保留區之外發現，Lake Gilles Conservation Park 及 Chadinga Conservation Reserve 中也發現群落的存在。更多有關擬鬥牛犬蟻地理分布的研究還待進行。

### 重要性
大眼擬鬥牛犬蟻被公認為現存最原始的螞蟻，因此，激起了昆蟲社群的好奇。伴隨著擬鬥牛犬蟻的再發現，澳洲、美國及歐洲螞蟻學者們展開了一系列嚴格且長期的研究，擬鬥牛犬蟻在短時間內成為了地球上被研究的最徹底的螞蟻物種之一。擬鬥牛犬蟻飼養容易，且對於昆蟲研究，其具有成為一有力素材的潛力，例如對於夜視能力的研究。普徹拉由於擬鬥牛犬蟻的再發現，吸引了全球的螞蟻學家們，且可能是世界上唯一由於螞蟻成名的地點。普徹拉採用擬鬥牛犬蟻的圖像作為徽幟，藉以吸引更多的遊客。擬鬥牛犬蟻的圖像被貼在人行道上，雕像豎立在鎮中。

## 補充
1. ↑  Referred to as Miss. A. E. Baesjou in Clark's article.